# Luigi Grosso
Luigi Grosso (* 14. November 1947 in Ramacca) ist ein italienischer Pornofilmregisseur und Filmproduzent.
Grosso begann in den 1970er Jahren als Verleiher von Hardcore-Filmen meist US-amerikanischer Herkunft. 1978 und im darauffolgenden Jahr produzierte er zwei Filme, die Rino Di Silvestri inszenierte, wobei er bei Bello di mamma auch das Drehbuch geschrieben hatte. 1981 finanzierte er den Kinderfilm Pin il monello, bevor er sich unter dem Pseudonym Bill Lewis wieder dem Pornofilm zuwandte und oftmals mit Marina Lotar inszenierte.

## Filmografie (Auswahl)
- 1981: Pin il monello (Produktion)